# Карадарья
Карадарья́ (кирг. Кара-Дарыя, узб. Qoradaryo, Қорадарё) — река в Ошской области Кыргызстана, Андижанской и Наманганской областях Узбекистана, левая составляющая реки Сырдарья. Одна из крупнейших рек, впадающих в Сырдарью.

## Гидрологическая характеристика
Длина Карадарьи равна 180 км, вместе с левой составляющей Тар — 318 км. Площадь бассейна составляет 30 100 км². Карадарья питается водами снегов и ледников. Среднегодовой расход воды — 136 м³/с, наибольший расход, наблюдавший в данной точке — 265 м³/с (1969 год), наименьший расход в данной точке — 68,4 м³/с (1975 год). 55 % годового стока приходится на период с марта по июль. Наиболее полноводна река в июне, наименее полноводна в зимний период.

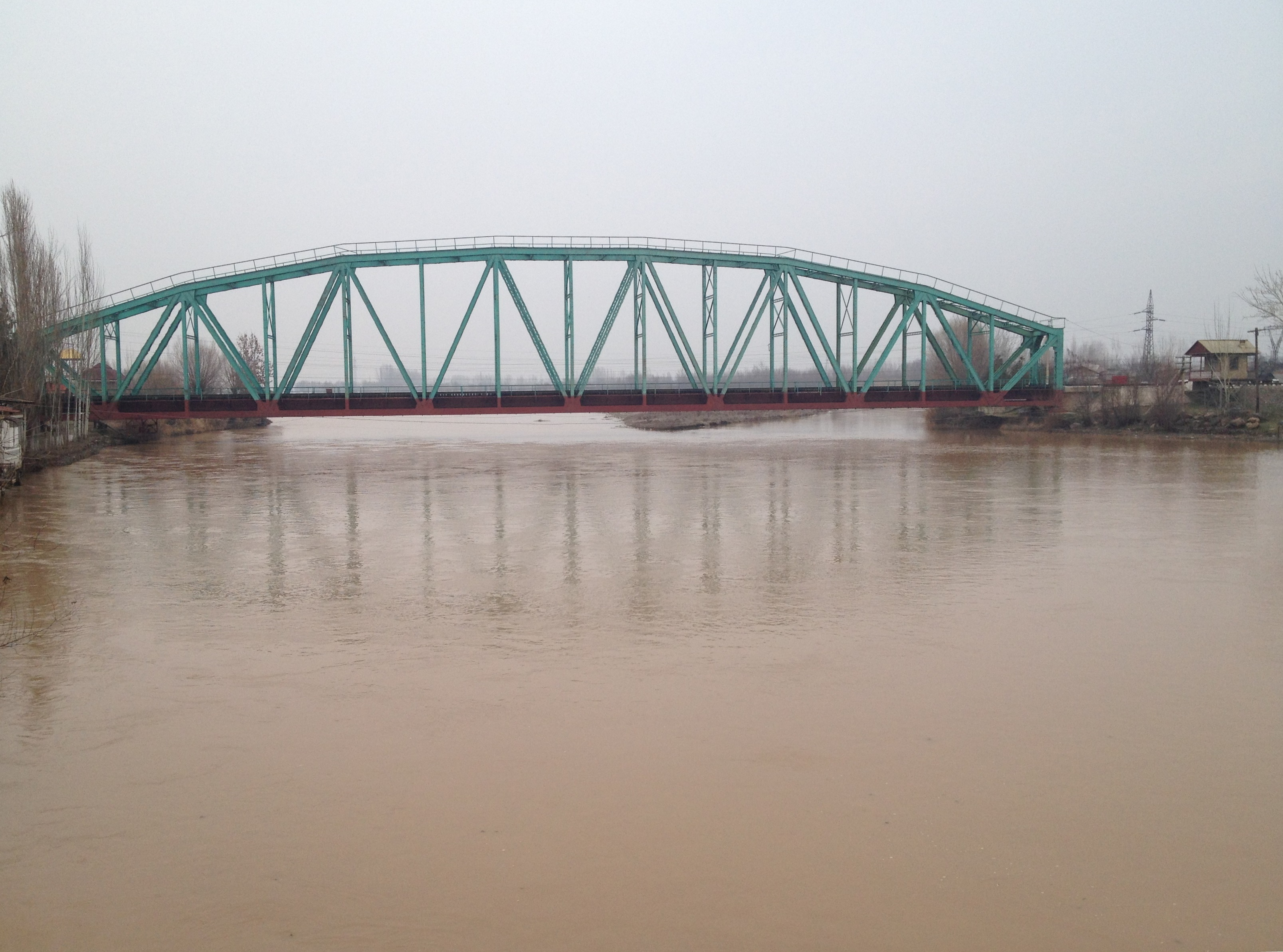
Железнодорожный мост через Карадарью

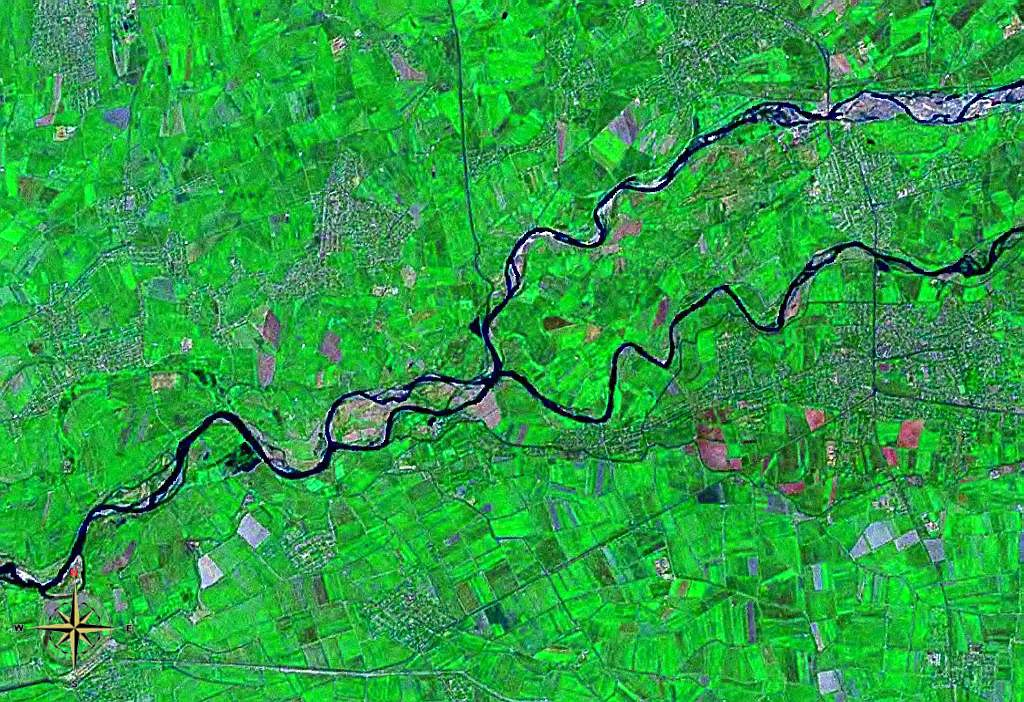
Слияние Карадарьи (южнее) и Нарына (севернее) из космоса

Вода имеет мутность, равную 1 кг/м³.
В некоторые зимы Карадарья на короткое время замерзает у берегов, и наблюдается ледоход.

## Течение реки
Карадарья образуется слиянием рек Тар и Кара-Кульджа, которые начинаются с юго-восточного склона Ферганского и северного склона Алайского хребта. Точка начала Карадарьи расположена на высоте около 1150 м, близ села Кенеш Ошской области Кыргызстана.
Карадарья течёт в общем западном направлении. Вплоть до Андижанского водохранилища Карадарья проходит по долине шириной от 0,5 до 4—5 км. Затем долина резко сужается, формируя ныне затопленное ущелье Кампыррават. Здесь река перегорожена плотиной, образуя Андижанское водохранилище. Ниже Карадарья выходит в Ферганскую долину, переходя на земли Андижанской области Узбекистана.
По предустьевому участку Карадарьи проведена граница Андижанского и Наманганской области. За городом Балыкчи сливается с рекой Нарын на высоте 396 м. Карадарья слева и Нарын справа образуют реку Сырдарья.

## Хозяйственное использование
После выхода на земли Ферганской долины воды Карадарьи интенсивно используются на орошение. Её водами питаются крупные каналы Шахрихансай, Андижансай и Пахтаабад.
От реки начинается Карадарьинский тракт Большого Ферганского канала.

## Притоки
Карадарья имеет несколько крупных притоков: (справа) Жазы, Кугарт, Кара-Ункюр и Майлуу-Суу, (слева) Куршаб, Ак-Буура, Аравансай.